# EF-025
A EF-025 é uma ferrovia radial brasileira em bitola métrica, que interliga Salvador e Iaçu (ambos no estado da Bahia), onde se conecta a EF-116. 
Seu projeto original contempla uma extensão de Iaçu (BA) até Brasília (DF), completando o trajeto Salvador-Brasília, porém este trecho nunca foi construído.